# Acraea usagara
Acraea usagara är en fjärilsart som beskrevs av Embrik Strand 1913. Acraea usagara ingår i släktet Acraea och familjen praktfjärilar. Inga underarter finns listade i Catalogue of Life.